# جيم جنسن (لاعب كرة قدم أمريكية)
جيم جنسن (بالإنجليزية: Jim Jensen)‏ هو لاعب كرة قدم أمريكية أمريكي، ولد في 14 نوفمبر 1958 في بلدة أبينغتون ‏ في الولايات المتحدة.

## وصلات خارجية
- جيم جنسن على موقع مرجع كرة القدم المحترفة.كوم (الإنجليزية)